# Loxothylacus
Loxothylacus är ett släkte av kräftdjur. Loxothylacus ingår i familjen Sacculinidae.
Kladogram enligt Catalogue of Life:
| Loxothylacus | \| \| Loxothylacus bicorniger \| \| \| \| \| \| Loxothylacus engeli \| \| \| \| \| \| Loxothylacus longipilus \| \| \| \| \| \| Loxothylacus panopaei \| \| \| \| \| \| Loxothylacus panopei \| \| \| \| \| \| Loxothylacus perarmatus \| \| \| \| \| \| Loxothylacus texanus \| \| \| \| |
|              | \| \| Loxothylacus bicorniger \| \| \| \| \| \| Loxothylacus engeli \| \| \| \| \| \| Loxothylacus longipilus \| \| \| \| \| \| Loxothylacus panopaei \| \| \| \| \| \| Loxothylacus panopei \| \| \| \| \| \| Loxothylacus perarmatus \| \| \| \| \| \| Loxothylacus texanus \| \| \| \| |
|              | Drepanorchis |
|              | |
|              | Heterosaccus |
|              | |
|              | Ptychascus |
|              | |
|              | Sacculina |
|              | |
|              | Loxothylacus bicorniger |
|              | |
|              | Loxothylacus engeli |
|              | |
|              | Loxothylacus longipilus |
|              | |
|              | Loxothylacus panopaei |
|              | |
|              | Loxothylacus panopei |
|              | |
|              | Loxothylacus perarmatus |
|              | |
|              | Loxothylacus texanus |
|              | |

|  | Loxothylacus bicorniger |
|  |                         |
|  | Loxothylacus engeli     |
|  |                         |
|  | Loxothylacus longipilus |
|  |                         |
|  | Loxothylacus panopaei   |
|  |                         |
|  | Loxothylacus panopei    |
|  |                         |
|  | Loxothylacus perarmatus |
|  |                         |
|  | Loxothylacus texanus    |
|  |                         |